# Lobogeniates hirtus
Lobogeniates hirtus är en skalbaggsart som beskrevs av Ohaus 1917. Lobogeniates hirtus ingår i släktet Lobogeniates och familjen Rutelidae. Inga underarter finns listade i Catalogue of Life.